# Weißewarte
Weißewarte là một đô thị thuộc huyện Stendal, bang Sachsen-Anhalt, Đức. Đô thị Weißewarte có diện tích 19,86 km², dân số thời điểm ngày 31 tháng 12 năm 2006 là 432 người.